# 手中纸，心中爱
手中纸，心中爱，也译手中纸，心头爱、摺紙動物園，为刘宇昆在2011年发表的一篇科幻小说。该作品最初发表于《幻想与科幻杂志》，小说讲述了一位中国母亲和她在美国出生的儿子之间的关系与冲突，用魔幻现实主义的手法表现亚裔美国人艰难处境和情感隔阂。该作获得了星云奖、雨果奖和世界奇幻奖。

## 内容简介
杰克小时候非常喜欢他妈妈给他折的老虎折纸。当他吹动折纸后，这些动物折纸会如获生命般地动起来。当他成长为青少年以后，由于对亚裔的歧视，他逐渐疏远母亲和这些动物折纸。在他母亲逝世两年后，他找回了小时候的折纸，并在母亲的一封信中了解到了他母亲的过去。

## 反响与评价
手中纸，心中爱获得了2012年星云奖最佳短篇小说、雨果奖最佳短篇小说、世界奇幻奖最佳短篇小说，这是世界上第一部同时获得上述三个奖的作品。刘宇昆也因此成为了第一位获得星云奖和雨果奖两项世界科幻小说大奖的华裔作家。
劉宇昆形容自己的写作手法為「隱喻實物化」。在该小说中的摺紙老虎，比喻主角母親的对儿子的爱，在小说里劉宇昆以超現實手法将其寫得如同真的动物一般。
NPR评论认为，此作品让人产生了从未有过的感动。《洛杉矶时报》评论认为：“所有人，尤其是亚裔美国人都应该阅读此作品。”《华西都市报》认为作者用科幻探讨了每个人年少时都曾犯下的错误，表达了“情感是根植于语言之上”的哲理。